# Música per a flauta i orquestra
Música per a flauta i orquestra is een fluitconcert gecomponeerd door Leonardo Balada. Balada koos voor dit concerto geen drie- maar een tweedelige opzet. De delen I en II zijn beide gebaseerd op volksmuziek uit Catalonië, maar dan overgezet naar hedendaagse muziek, een componeerstijl die Balada veelvuldig gebruikte. Het tempo van deel I is langzaam, deel II is het vlotte deel.
Het werk is geschreven in opdracht van de Carnegie Mellon University, alwaar Balada toen doceerde.
Balada schreef het voor:
- solofluit
- 2 dwarsfluiten, 2 hobo’s, 2 klarinetten, 2 fagotten
- 2 hoorns, 2 trompetten
- 2 man/vrouw percussie, piano
- violen, altviolen, celli, contrabassen